# Горихвістка сиза
Горихвістка сиза (Phoenicurus fuliginosus) — вид горобцеподібних птахів родини мухоловкових (Muscicapidae). Мешкає в Гімалаях, Китаї і Південно-Східній Азії. В Україні рідкісний, залітний вид. Раніше цей вид відносили до роду Коловодна горихвістка (Rhyacornis), однак за результатами молекулярно-генетичного досліджння був переведений до роду Горихвістка (Phoenicurus). 

## Опис

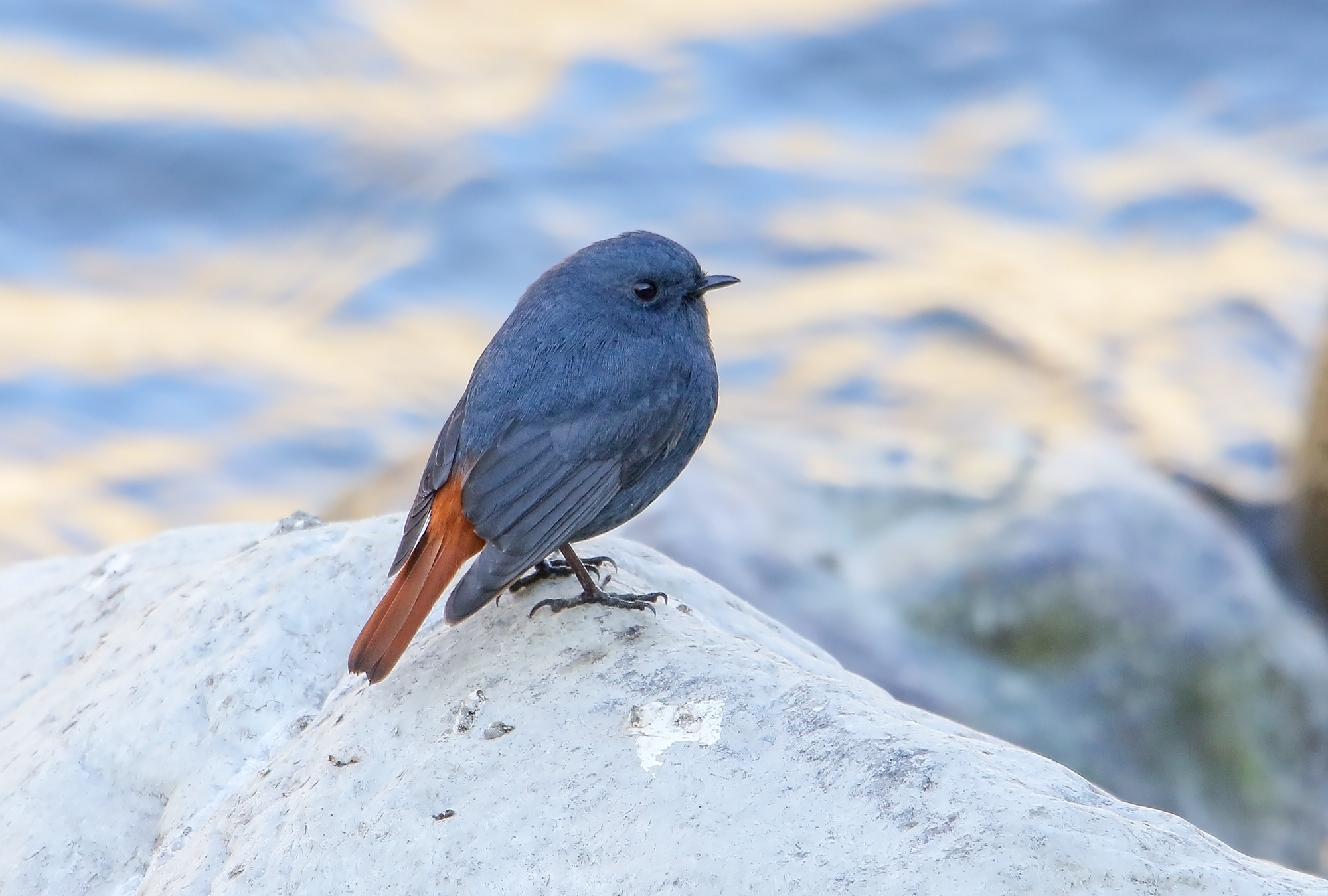
Самець сизої горихвістки

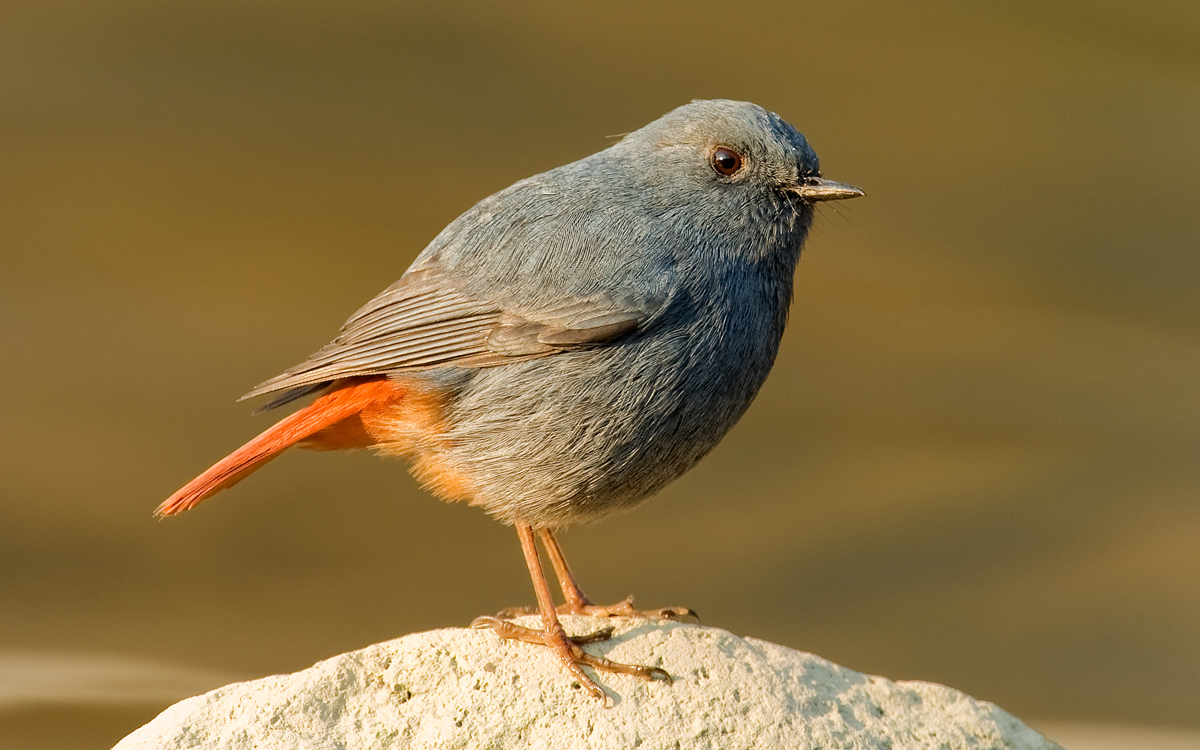
Самець сизої горихвістки

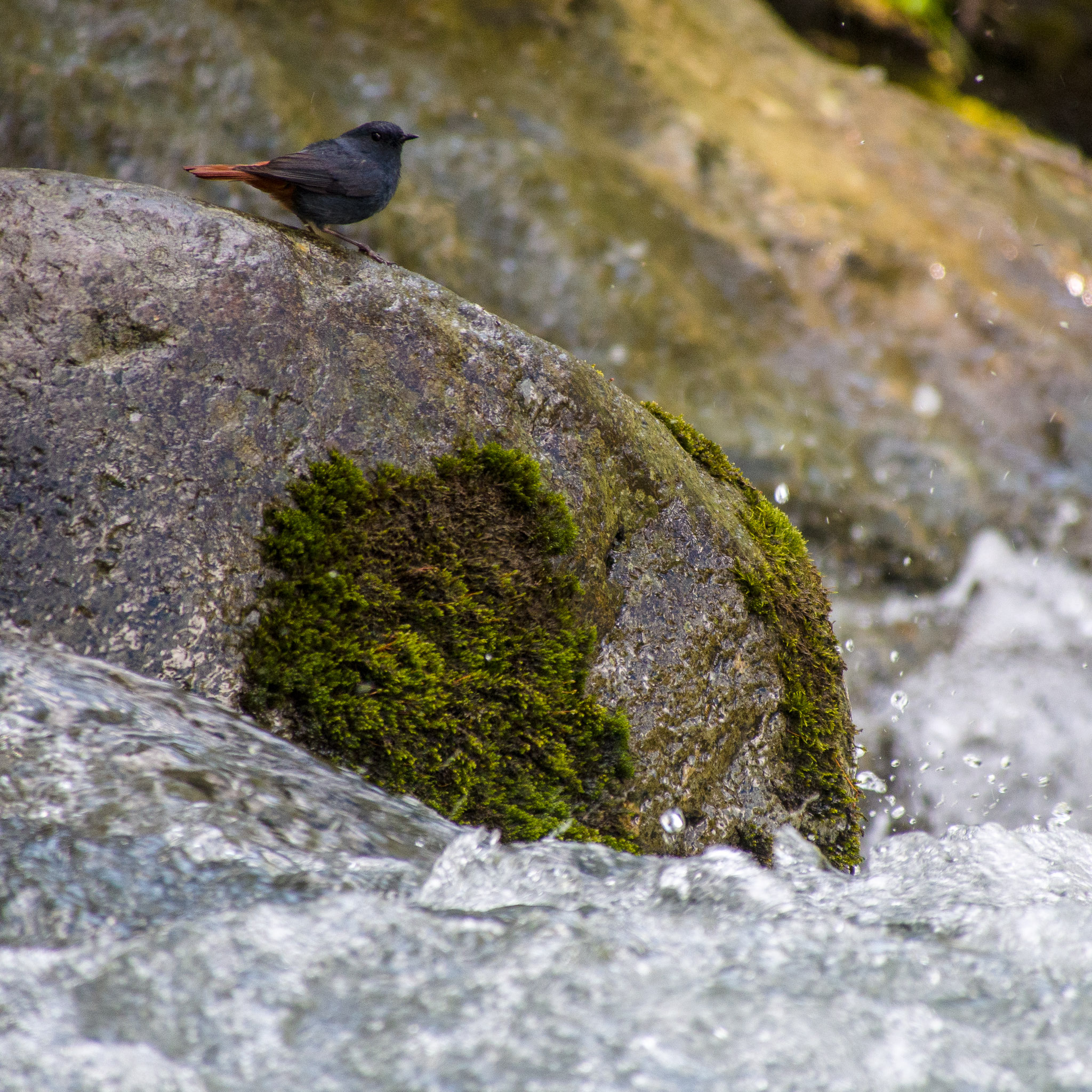
Сиза горихвістка біля води

Довжина птаха становить 12-14 см, самці важать 22 г, самиці 18,8 г. Самці мають переважно темно-сизе забарвлення, нижня частина живота і хвіст у них іржасто-руді. Дзьоб чорний, лапи тілесного кольору. Самиці мають переважно сіре забарвлення, надхвістя у них біле, нижня частина тіла світло-сіра, поцяткована білими плямками, хвіст чорнуватий, крайні стернові пера білуваті.

## Підвиди
Виділяють два підвиди:
- P. f. fuliginosus Vigors, 1831 — Гімалаї, Китай, північний Індокитай;
- P. f. affinis (Ogilvie-Grant, 1906) — Тайвань.

## Поширення і екологія
Сизі горихвістки мешкають в Киргизстані (Алайський хребет), Афганістані, північному Пакистані, Індії, Непалі, Бутані, М'янмі, Таїланді, Бангладеш, Лаосі, В'єтнамі, Китаї (на північ до Внутрішньої Монголії і західного Ляоніна і на схід до Цинхая і Тибета, на острові Хайнань) і на Тайвані. Вони живуть на берегах річок і струмків, на висоті від 2000 до 4100 м над рівнем моря, взимку мігрують в долини. Живляться комахами, зокрема метеликами, одноденками і мошками, яких ловлять в польоті над водою, а також насінням і плодами. Сезон розмноження триває з січня по червень. Гніздо чашоподібне, робиться з моху, водоростей і стебел, розміщується між камінням. В кладці від 4 до 5 блакитнувато-зелених яєць, поцяткованих коричневими плямками.